# Troianî, Dobrovelîcikivka
Troianî (în ucraineană Трояни) este localitatea de reședință a comunei Troianî din raionul Dobrovelîcikivka, regiunea Kirovohrad, Ucraina.

## Demografie
Componența lingvistică a localității Troianî
     Ucraineană (96,76%)
     Rusă (2,7%)
Conform recensământului din 2001, majoritatea populației localității Troianî era vorbitoare de ucraineană (96,76%), existând în minoritate și vorbitori de rusă (2,7%).